# De historia stirpium commentarii insignes

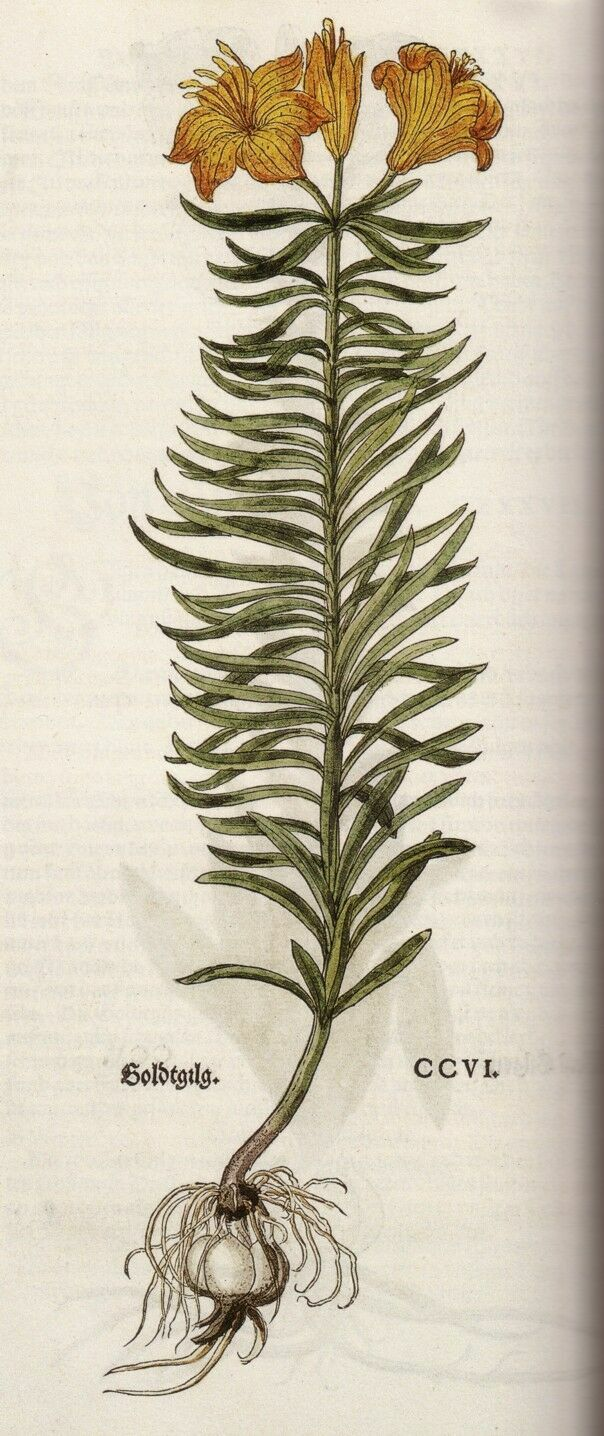
Dibujo de Lilium bulbiferum en De historia stirpium commentarii insignes

De historia stirpium commentarii insignes ("Comentarios notables acerca de la historia de las plantas") es la obra maestra de Leonhart Fuchs (1501-1566), y uno de los herbarios más celebrados, apareció por vez primera en Basilea en 1542 y contiene una minuciosa descripción de más de quinientas especies de plantas, cuatrocientas de ellas alemanas. Las imágenes del libro tuvieron por objeto reproducir fielmente el aspecto de las plantas vivas. Según las propias palabras de Fuchs, quien trabajó en esta obra durante 31 años, en la epístola dedicatoria: "Una figura expresa las cosas con más seguridad y más profundamente en la mente que las palabras desnudas del texto". En el prefacio del libro, Fuchs afirmó que escribió esta obra para beneficio de sus jóvenes estudiantes de medicina ya que, según declaraba indignadamente, "era muy poco frecuente hallar un médico entre cientos que conociera algunas pocas plantas". La obra, escrita por un médico más que por un botánico, describe en particular los aspectos farmacológicos, a pesar de que también se esbozan ciertas características morfológicas, hábito de crecimiento y hábitat de cada planta.
En el libro las plantas se ordenaron alfabéticamente por sus nombres griegos, de hecho, Fuchs no hizo ningún intento por delinear un sistema de clasificación de las mismas.